# Lijst van overwinningstitels van Romeinse keizers
In de (complexe) naamgeving die Romeinse keizers hanteerden, speelden overwinningstitels een rol, verwijzend naar het gebied van een al dan niet feitelijke overwinning. Deze door de Senaat toegekende "erenamen" werden al in de tijd van de Romeinse Republiek gebruikt en een dergelijk Latijns "agnomen" werd ook onderdeel van de familienaam. De nakomelingen droegen dus ook deze herinnering aan de overwinning van hun voorouder.
Een agnomen als Brittanicus betekent niet "de Brit" maar kan het best met "van Brittannië" of, beter nog, "overwinnaar van of in Brittannië" worden vertaald.
Het agnomen verwijst meestal naar een gebied maar kan ook naar een overwonnen volk verwijzen – zeker tijdens de grote volksverhuizing vielen volk en gebied vaak niet meer samen. Wanneer een gebied werd veroverd, kan het agnomen "veroveraar van" betekenen. Claudius veroverde immers Brittannië. Perzië werd niet door de Romeinen veroverd. Dan kan de titel dus hoogstens "overwinnaar op de Perzen" betekenen.
Sommige erenamen verwijzen naar nooit behaalde overwinningen. Het gaat dan om ijdelheid of de behoefte om politiek munt te slaan uit een ovatio, een triomftocht over de Via Sacra door het centrum van Rome.
- Caligula, 37-41
  - Germanicus ("(overwinnaar van) Germanië"), geërfd van zijn vader Germanicus
- Claudius, 41-54
  - Germanicus ("(overwinnaar van) Germanië"), geërfd van zijn broer, diezelfde Germanicus
  - Britannicus ("(overwinnaar van) Brittannië"), 44
- Vitellius, 69
  - Germanicus ("(overwinnaar van) Germanië"), 69
- Titus Flavius Domitianus, 81 - 96
  - Germanicus ("(overwinnaar van) Germanië"), eind 83
- Nerva, 96 98
  - Germanicus ("(overwinnaar van) Germanië"), oktober 97
- Marcus Ulpius Traianus, 98 - 117
  - Germanicus ("(overwinnaar van) Germanië"), oktober 97
  - Dacicus ("(overwinnaar van) Dacië"), 102
  - Parthicus ("overwinnaar van de Parthen") en Optimus ("de beste"), 114
- Marcus Aurelius, 161 - 180
  - Armeniacus ("(overwinnaar van) Armenië"), 164
  - Medicus en Parthicus Maximus ("overwinnaar van de Meden en groot overwinnaar van de Parthen"), 166
  - Germanicus ("(overwinnaar van) Germanië"), 172
  - Sarmaticus ("overwinnaar van de Sarmaten"), 175
- Lucius Verus, 161 - 169
  - Armeniacus ("(overwinnaar van) Armenië"), 164
  - Parthicus Maximus ("groot overwinnaar van de Parthen"), 165
  - Medicus, 166 ("overwinnaar van de Meden")
- Commodus, 177 - 192
  - Germanicus ("(overwinnaar van) Germanië"), 15 oktober 172
  - Sarmaticus ("overwinnaar van de Sarmaten"), lente175
  - Germanicus Maximus ("groot overwinnaar in Germanië"), medio 182
  - Britannicus, eind 184
- Septimius Severus, 193 - 211
  - Arabicus ("overwinnaar in Arabië") en Adiabenus, de overwinnaar van Adiabene, 195
  - Parthicus Maximus ("groot overwinnaar van de Parthen"), 198
  - Britannicus Maximus ("groot overwinnaar van de Britten"), 209 of 210
- Caracalla, 198 - 217
  - Britannicus Maximus ("groot overwinnaar van de Britten"), 209 of 210
  - Germanicus Maximus ("groot overwinnaar van de Germanen"), 213
- Maximinus Thrax, 235 - 238
  - Thrax ("overwinnaar van de Thraciërs"), een titel die hem al voor zijn ambtsaanvaarding werd toegekend.
  - Germanicus Maximus ("groot overwinnaar van de Germanen"), 235 (toegekend door Alexander Severus)
- Claudius II, 268 - 270
  - Gothicus Maximus ("groot overwinnaar van de Goten"), 269
- Tacitus, 275 - 276
  - Gothicus Maximus ("groot overwinnaar van de Goten"), 276
- Probus, 276 - 282
  - Gothicus ("overwinnaar van de Goten"), 277
  - Gothicus Maximus ("groot overwinnaar van de Goten"), Germanicus Maximus ("groot overwinnaar van de Germanen"), en Persicus Maximus ("groot overwinnaar van de Perzen"), 279
- Diocletianus, 284 - 305
  - Germanicus Maximus ("groot overwinnaar van de Goten") en Sarmaticus Maximus ("groot overwinnaar van de Sarmaten"), 285
    - Diocletianus claimde de titel Germanicus Maximus nog vijf keer (tweemaal in 287, en in 288, 293 en 301) en de titel Sarmaticus Maximus nog driemaal (in 289, 294 en 300)

  - Persicus Maximus ("groot overwinnaar van de Perzen"), 295
    - Diocletianus claimde de titel Persicus Maximus nogmaals in 298

  - Britannicus Maximus ("groot overwinnaar van de Britten") en Carpicus Maximus ("groot overwinnaar van de Goten"), 297
  - Armenicus Maximus ("groot overwinnaar in Armenië"), Medicus Maximus ("groot overwinnaar van de Meden"), en Adiabenicus Maximus ("groot overwinnaar van de Adiabene"), 298
- Marcus Aurelius Valerius Maximianus Herculius, 286 - 305, 306 - 308
  - Maximianus' overwinningstitels zijn dezelfde als die van Diocletianus, met de dien verstande dat hij niet Diocletianus' eerste aanname van de titels Germanicus Maximus en Sarmaticus Maximus in 285 overnam.
- Constantijn I, 307 - 337
  - Germanicus Maximus ("groot overwinnaar van de Germanen"), 307
    - Constantijn claimde de titel Germanicus Maximus nog drie keer (in 308, 314, en 328)

  - Sarmaticus Maximus ("groot overwinnaar van de Sarmaten"), 323
    - Constantijn claimde de titel Sarmaticus Maximus nog een keer (in 334)

  - Gothicus Maximus ("groot overwinnaar van de Goten"), 328
    - Constantijn claimde the titel Gothicus Maximus nog een keer (in 332)

  - Dacicus Maximus ("groot overwinnaar van de Daciërs"), 336